# Danny e Michael Philippou
Danny Philippou (Adelaide, 13 novembre 1992) e 
Michael Philippou (Adelaide, 13 novembre 1992) sono un duo di youtuber, registi e sceneggiatori australiani.
Attivi per anni con lo pseudonimo di RackaRacka, il duo si occupa principalmente di creare cortometraggi di genere commedia dell'orrore, attività grazie alla quale ha vinto uno Streamy Award e un AACTA Award, oltre a ottenere riconoscimenti da parte di riviste come Variety e Australian Financial Review. Nel 2022 hanno realizzato il loro primo lungometraggio Talk to Me, opera che ha ottenuto un ampio successo di pubblico e critica a livello globale.

## Storia del duo
Cresciuti nei pressi di Adelaide, iniziano a dirigere brevi video all'età di 11 anni, filmando incontri di wresling amatoriali eseguiti da loro stessi e dai loro amici. Poco più tardi, il duo inizia a produrre cortometraggi di stampo maggiormente cinematografico. Nel 2013 iniziano a utilizzare internet per condividere le loro produzioni, dapprima attraverso facebook (dove condividevano video prettamente comici) e pochi mesi più tardi su YouTube, aprendo di conseguenza un canale chiamato RackaRacka. Dopo alcuni mesi, il duo ottiene un primo grande successo con un videoclip intitolato Harry Potter Vs. Star Wars: il video ottiene 7 milioni di visualizzazioni nell'arco di una settimana e permette al duo di vincere due Australian Online Video Awards.
Nel 2014 i fratelli partecipano alla produzione del film Babadook, opera prima di Jennifer Kent che ottiene un'ampia notorietà a livello mondiale. Continuano nel frattempo a ottenere risultati di rilievo come Youtuber, riuscendo in questo modo a vincere vari premi, tra cui uno Streamy Award nella categoria "miglior canale YouTube internazionale" e un AACTA Award nella categoria "miglior webserie o video online". Negli anni successivi, il duo ottiene un notevole successo con una serie di video denominata House of Racka, serie formata da video che uniscono riprese di vita quotidiana a effetti speciali e fiction. Tale progetto contribuisce fortemente nel consentire al loro canale di ottenere oltre un miliardo di visualizzazioni.
Nel 2022, i fratelli dirigono, sceneggiano e producono il film Talk to Me: presentato al Festival di Cannes, l'opera ha successivamente ottenuto una distribuzione mondiale nelle sale cinematografiche, rivelandosi un successo in termini di critica e botteghino. Durante la distribuzione del film, il duo inizia a scriverne un prequel. Contestualmente, il duo inizia a lavorare a un'ulteriore film basato sul franchise di Street Fighter. Grazie ai risultati ottenuti in ambito cinematografico, il duo viene inserito nella lista dei "40 under 40" redatta annualmente dalla rivista australiana Solstice Media.

## Controversie
A partire dal 2019 Michael Philippou viene indagato a causa dei contenuti di alcuni video che, secondo gli inquirenti, provavano il compimento di alcuni illeciti. Dopo alcune udienze è stato condannato al pagamento di 2000 sterline.

## Filmografia
- Talk to Me (2023)
- Bring Her Back - Torna da me (Bring Her Back) (2025)